# Буза (озеро)
Буза́ — озеро в Россонском районе Витебской области Белоруссии. Относится к бассейну реки Дрисса, протекающей через озеро. Располагается в 34 км к востоку от городского посёлка Россоны. На северном берегу находится деревня Бухово.
Площадь зеркала составляет 0,21 км². Длина озера — 0,92 км, наибольшая ширина — 0,38 км. Длина береговой линии — 2,22 км.
Склоны озёрной котловины — высотой до 5 м, пологие, покрытые лесом и кустарником, на севере распаханные. Береговая линия относительно ровная. Берега низкие, местами болотистые, поросшие кустарником и редколесьем. Вдоль берегов формируются сплавины.
С западной стороны впадает ручей. Выше по течению Дриссы, протекающей через озеро, находится озеро Синьша.
Водоём существенно зарастает по всей площади. Ихтиофауну представляют карась, линь, щука, лещ, окунь, плотва и другие виды рыб. Организовано платное любительское рыболовство.